# Гргар
Гргар (словен. Grgar) — поселення в общині Нова Гориця, Регіон Горишка, Словенія. Висота над рівнем моря: 297,4 м.